# Malcolm Campbell
Sir Malcolm Campbell (ur. 11 marca 1885 roku w Esher, zm. 31 grudnia 1948 roku w Reigate) – brytyjski kierowca wyścigowy i dziennikarz sportowy. Żołnierz Queen's Own Royal West Kent Regiment oraz Royal Flying Corps w czasie I wojny światowej.

## Kariera
W wyścigach samochodowych Campbell pojawiał się głównie w stawce wyścigów Grand Prix. W latach 1927–1928 wygrywał Grand Prix Bolonii. W latach 30. startował głównie w Wielkiej Brytanii, odnosząc zwycięstwo w 1932 roku w wyścigu Mountain Championship.
Został zapamiętany jednak nie ze startów w wyścigach, lecz z wielokrotnych prób bicia rekordów prędkości na lądzie i na wodzie i to prób wielokrotnie udanych. Po raz pierwszy Brytyjczyk pobił rekord świata na lądzie w 1924 roku (235,22 km/h) na plaży Pendine Sands w samochodzie Sunbeam 350HP V12. Rok później poprawił ten wynik o prawie 8 km/h. Łącznie do 1935 roku Campbell ustanowił dziewięć rekordów na lądzie (3 na Pendine Sands i 5 na Daytona Beach Road Course). Ostatni jego rekord został ustanowiony na polu soli Bonneville Salt Flats w Utah w samochodzie Napier-Campbell Blue Bird. Wynosił on 481,81 km/h.
Podejmował również próby bicia rekordów na wodzie. Ustanowił nowe rekordy czterokrotnie. 19 sierpnia 1939 roku na jeziorze Coniston Water osiągnął prędkość 228,108 km/h w Blue Bird K4.